# Phanoclisis aurora
Phanoclisis aurora is een insect uit de familie van de mierenleeuwen (Myrmeleontidae), die tot de orde netvleugeligen (Neuroptera) behoort. 
Phanoclisis aurora is voor het eerst wetenschappelijk beschreven door Klapálek in 1912.